# Oblast de Táurida
```
   |-
       |
Erro:
:  
valor não especificado para "
nome_comum
"

   |-
       | 
Erro:
:  
valor não especificado para "
continente
"
```

Oblast da Táurida (em russo:  Таврическая область) foi um oblast (província) do Império Russo. Correspondia aproximadamente à Península da Criméia e partes das regiões que hoje compõem o Oblast de Kherson e o Oblast de Zaporíjia. Foi criado a partir dos territórios do Canato da Crimeia, que a Rússia anexou em 1783. Em 1796 foi incorporado à Gubernia da Nova Rússia.
O oblast foi criado sob o ukaz imperial de 13 de fevereiro de 1784, assinado por Catarina II da Rússia. A cidade de Simferopol foi declarada sede administrativa da região. Antes de 1784, Qarasuvbazar serviu como um centro administrativo temporário.

## Estrutura Administrativa
O oblast foi subdividido em sete uyezd:
- Uyezd de Dnieper – centrado em Aleshki (Oleshky)
- Uyezd de Levkopol – centrado em Levkopol (Feodosiya)
- Uyezd de Melitopol – centrado em Melitopol (desde 1791 em Tokmak)
- Uyezd de Perekop – centrado em Perekop
- Uyezd (Tmutarakan) condado – centrado em Phanagoria
- Uyezd de Simferopol – centrado em Simferopol
- Uyezd de Yevpatoria – centrado em Yevpatoriya.

Em 1787, Levkopol e o distrito de Levkopol foram renomeados para Feodosiya e uyezd de Feodosiya, respectivamente. Em 1791, a sede administrativa do uyezd de Melitopol foi transferida para Tokmak .
Em 12 de dezembro de 1796, o oblast foi abolido, seu território foi dividido em dois uyezd (Aqmescit (antiga Simferopol) e Perekop) e passou para Gubernia da Nova Rússia.